# Antopedaliodes exsanguis
Antopedaliodes exsanguis är en fjärilsart som beskrevs av Otto Thieme 1905. Antopedaliodes exsanguis ingår i släktet Antopedaliodes och familjen praktfjärilar. Inga underarter finns listade i Catalogue of Life.